# Alboglossiphonia pallida
Alboglossiphonia pallida (лат.) — вид плоских пиявок (Glossiphoniidae).

## Описание
Длина тела около 4 мм. Тело листообразное, уплощённое в спинно-брюшном направлении, широкояйцевидное. Края тела с мелкими зазубринами. Поверхность тела гладкая, лишена сосочков.
Окраска светлая, почти белая, по медиальной линии проходит ряд тёмных хроматофоров. Покровы полупрозрачные, через них различим пищеварительный тракт.
На переднем конце тела имеется три пары глаз, передняя пара глаз сильно сближена вплоть до слияния глаз (характерный признак рода Alboglossiphonia)
Имеется мускулистый хобот, имеющий длину около 14 колец. Желудок с шестью парами карманов (отростков), последняя пара ветвится. Кишечник также образует 4 пары небольших карманов.
Гермафродиты. Имеются семенной и яйцевой мешки. Половое отверстие (гонопора) общее.

## Распространение
Обнаружена в Северной Америке, в частности, в Колорадо. Подробные исследования ареала не проводились.

## Таксономия
Изначально вид был описан под названием Clepsine pallida в 1872 году по голотипу, ныне хранящемуся в музее естественной истории Пибоди. После разделения рода Clepsine на несколько более маленьких, фигурировал в ряде работ под названием Glossiphonia pallida. В 2022 году переописан под нынешним названием (comb. nov.) в связи с предшествующим выделением рода Alboglossiphonia.
Наиболее близким видом согласно молекулярному анализу является Alboglossiphonia heteroclita, в том числе также найденная в Северной Америке.